# سلاوکوف پود هوستینم
سلاوکوف پود هوستینم (به لاتین: Slavkov pod Hostýnem) یک منطقهٔ مسکونی در جمهوری چک است که در ناحیه کرومیریژ واقع شده‌است. سلاوکوف پود هوستینم ۵٫۲ کیلومتر مربع مساحت و ۵۵۸ نفر جمعیت دارد و ۳۷۳ متر بالاتر از سطح دریا واقع شده‌است.